# Museo del Traje Ansotano
Él  Museo del Traje Ansotano es un museo etnológico de Ansó, en la provincia de Huesca, en la comunidad autónoma de Aragón, España.

## Historia
El museo está ubicado en la antigua ermita de Santa Bárbara, donde se inauguró en el 2011 con motivo de la declaración de la fiesta del Día de Exaltación del Traje Ansotano como Fiesta de Interés Turístico Nacional, aunque previamente se habían realizado en el mismo espacio muestras del patrimonio etnográfico de la población en el pequeño museo parroquial que existía en el inmueble que ya desde el 1970 se realizaba durante la fiesta.

## Colección
La colección, aunque no es muy extensa, se muestra en un recorrido por las etapas y transiciones de la vida ansotana a través de sus vestimentas. El recorrido empieza a través de las ropas de trabajo, que se dividían según el sexo de los ansotanos, y pasando posteriormente a los trajes de fiesta, en los que ocurría la misma división. Dentro del museo también existe una colección de los distintos trajes infantiles, de cristianar o bautizo, de diario, de con faxadero verde, de periquillo o confirmación, así como los trajes de boda, de cofradía, de alcalde

En el museo también se pueden observar las distintas alhajas que tradicionalmente se han usado tanto en la población de Ansó como en otros puntos de la geografía aragonesa. 

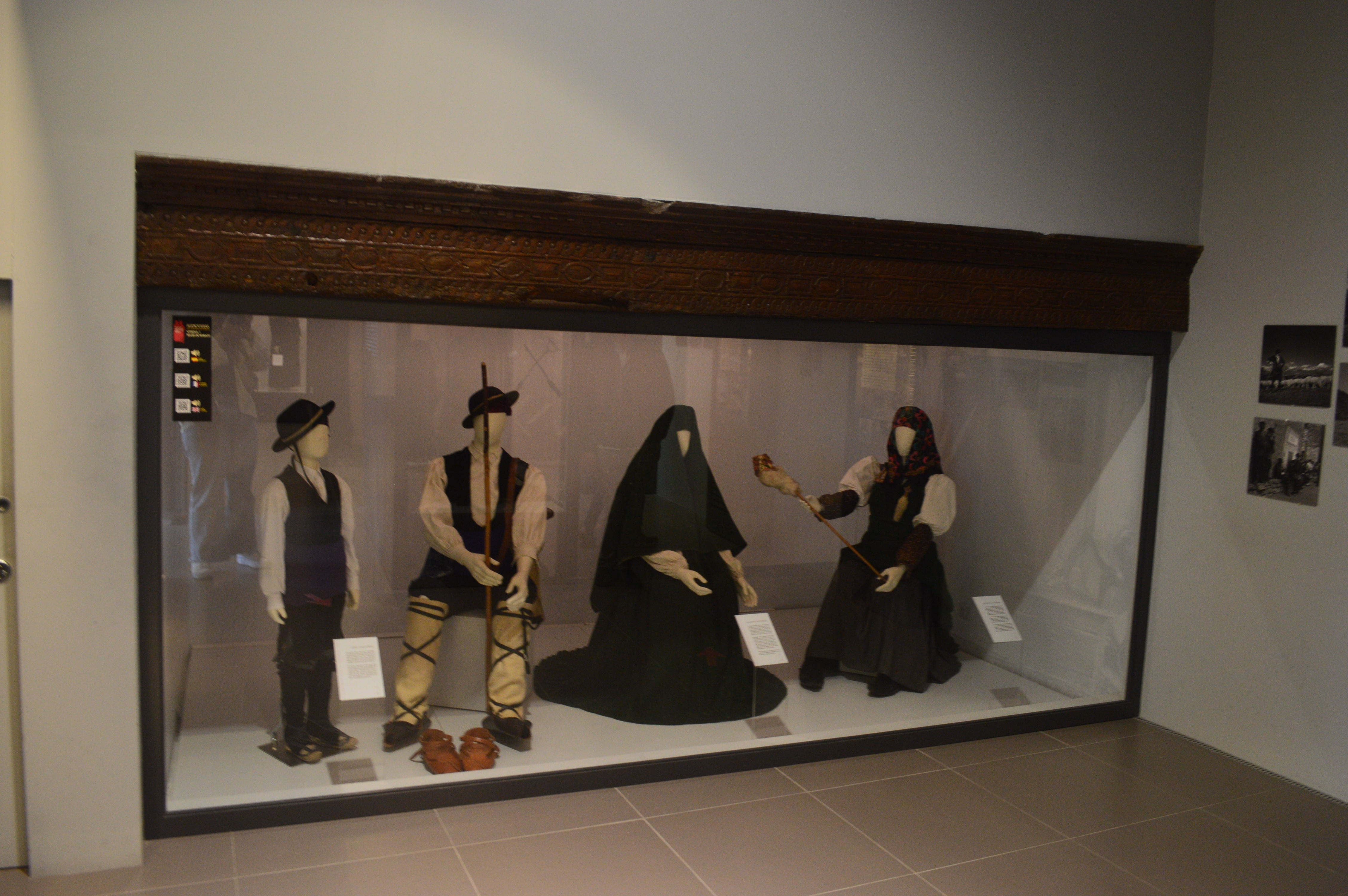
Primera vitrina del museo, donde se pueden observar los trajes de diario o de trabajo, menos ostentosos que los utilizados para actos festivos y litúrgicos.
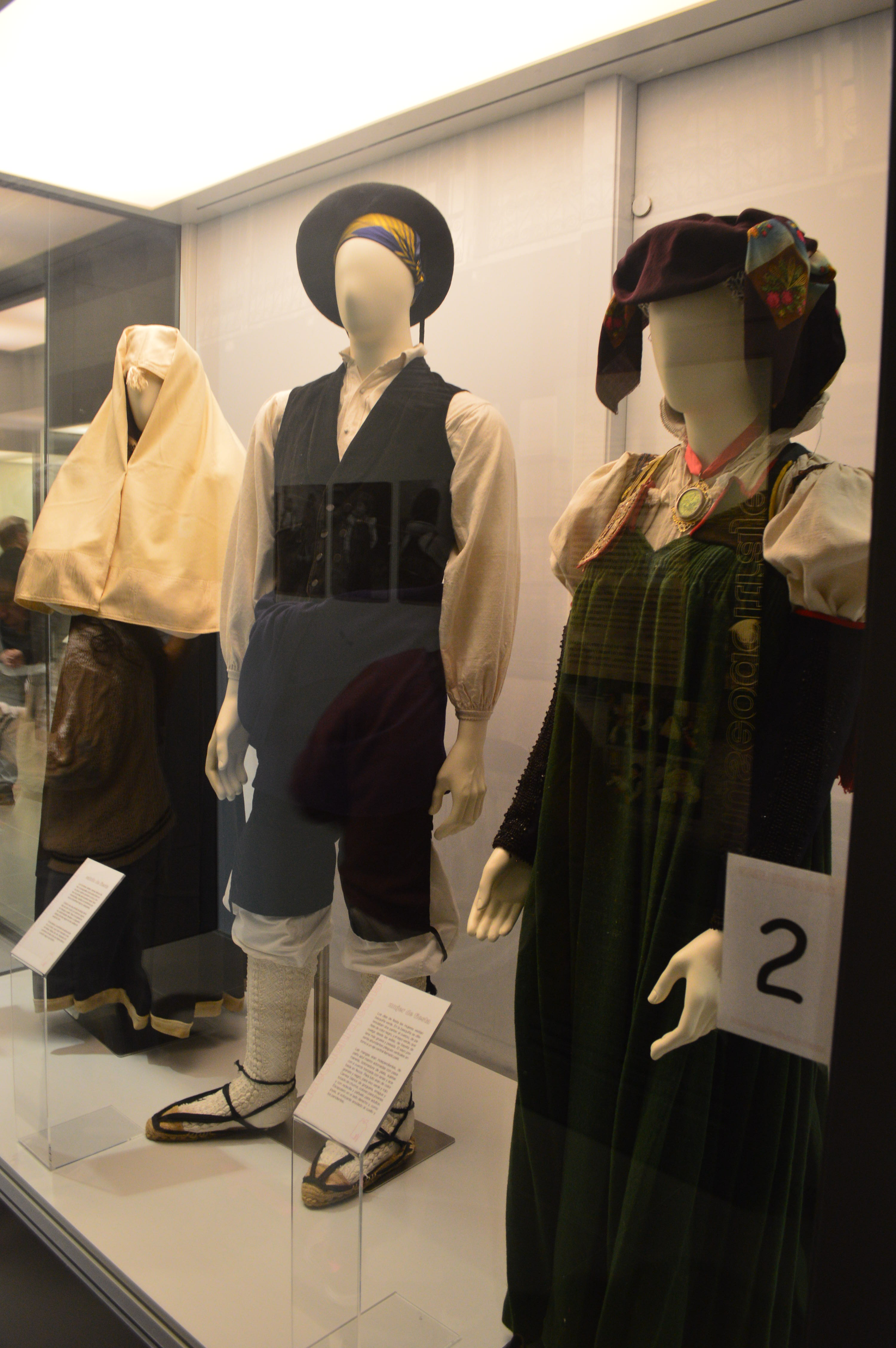
Conjunto de trajes de fiesta ansotano, de izquierda a derecha, traje de aaigüelo, traje de calzón de fiesta y traje de mujer de fiesta.
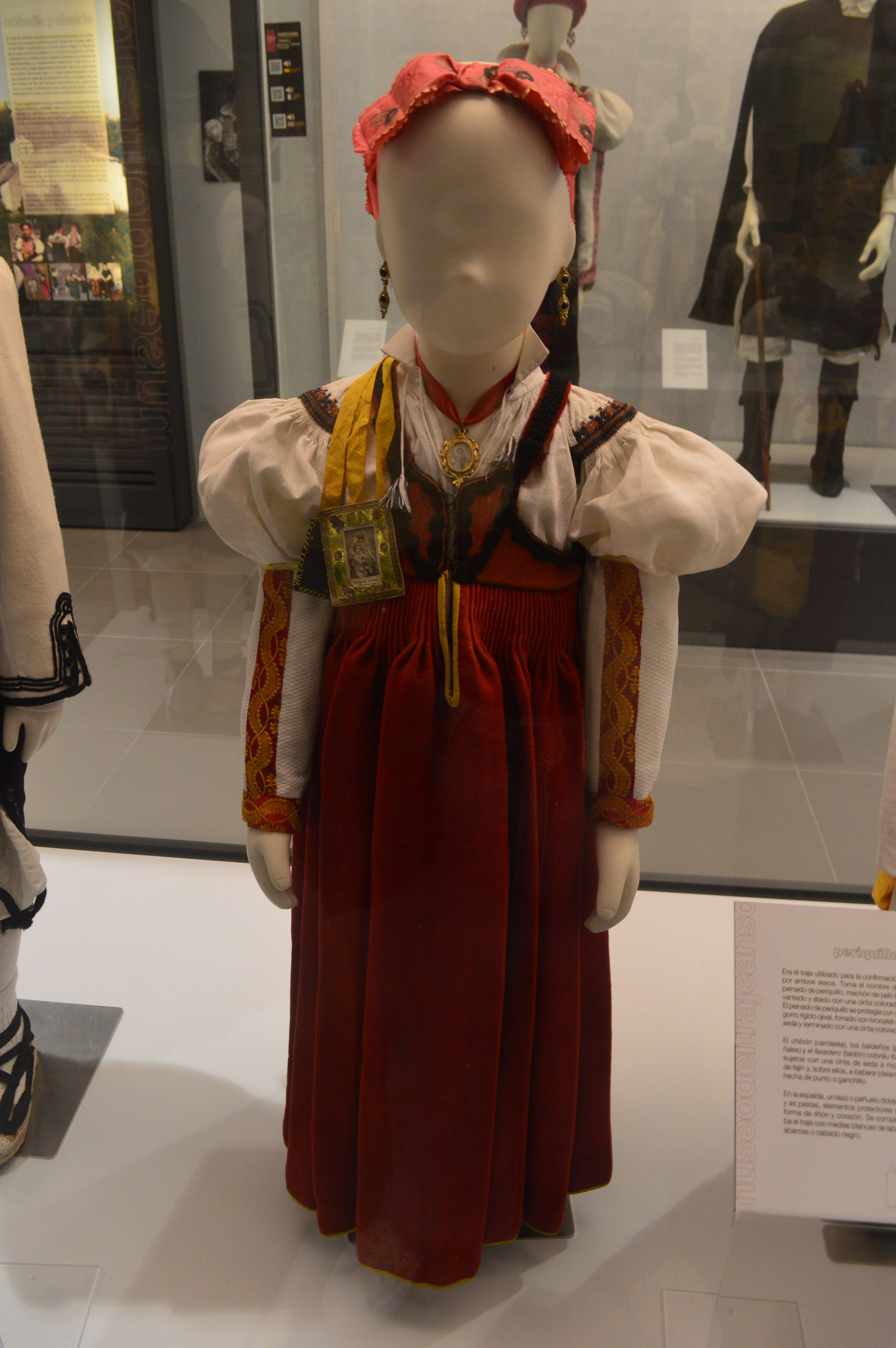
El traje de saigüelo colorau, traje que usaban los niños independientemente de su sexo entre el bautismo y la confirmación.